# 金山国治
金山 国治（かなやま くにはる、1906年（明治39年）2月18日 - 1981年（昭和56年）4月14日）は、日本の内務・警察官僚、陸上自衛官、弁護士。最後の官選佐賀県知事、陸将。

## 経歴
島根県出身。第一高等学校を卒業。1930年10月、高等試験行政科試験に合格。1931年に同司法科試験にも合格し、東京帝国大学法学部法律学科を卒業。同年、内務省に入省し、地方局属となる。
以後、鹿児島県学務部学務課長、同総務部議事課長、内務省衛生局事務官、警視庁経済警察第一課長、岩手県書記官・警察部長、岩手県部長・警察部長、厚生省衛生局医務課長、群馬県部長・警察部長、防空総本部救護課長、新潟県部長・警察部長、福岡県経済部長、栃木県内務部長などを歴任。
1947年3月、前任の戸沢盛男が知事選に出馬のため辞任したことに伴い佐賀県知事に発令された。知事選挙を執行して同年4月に退任。その後、公職追放となる。
1950年、警察予備隊に加わり、第1幕僚監部第4部長、保安隊幹部学校長などを歴任。1957年、 第3管区総監在任時、演習中に所属隊員の死亡事故が発生し引責辞任。その後、弁護士となる。